# لاواکا (آرکانزاس)
لاواکا (آرکانزاس) (به انگلیسی: Lavaca, Arkansas) یک شهر در ایالات متحده آمریکا با جمعیت ۱٬۸۲۵ نفر است که در آرکانزاس واقع شده‌است.

## موقعیت جغرافیایی
موقعیت جغرافیایی شهرها و مناطق اطراف به شرح زیر است: